# Districtul Chahbounia
Chahbounia este un district din provincia Médéa, Algeria.